# 京都府高等学校の廃校一覧
京都府高等学校の廃校一覧（きょうとふこうとうがっこうのはいこういちらん）とは、京都府における廃校となった高等学校の一覧。
対象となるのは学制改革（1948年）以降に廃校となった高等学校と分校である。名称は廃校当時のもの。廃校時に属していた自治体が合併により消滅している場合は現行の自治体に含める。また現在休校中の学校は公式には存続していることとなっているが、休校中の学校は事実上廃校となっている場合が多いため、便宜上本項に記載する。

## 国立高等学校
- 該当なし

## 公立高等学校

### 京都市
- 京都府立朱雀高等学校〈旧〉（1948年10月15日鳥羽高〈初代〉と統合し京都府立朱雀高等学校〈新〉へ）[1]
- 京都府立鳥羽高等学校〈夜間〉〈初代〉（1948年10月15日朱雀高〈新〉鳥羽分校となるも、1984年再独立）[2]
- 京都府立鴨沂高等学校〈旧〉（1948年10月30日統合により京都府立鴨沂高等学校〈新〉へ）[1]
- 京都府立洛北高等学校（同上）[1]
- 京都府立加茂高等学校〈夜間〉（同上）[1]
- 京都府立山城高等学校〈旧〉（1948年10月30日統合により京都府立山城高等学校〈新〉へ）[1]
- 京都府立双陵高等学校〈夜間〉（同上）[1]
- 京都府立桂高等学校〈初代〉（同上）[1][注釈 1]
- 京都府立桃山高等学校〈旧〉（1948年10月30日統合により京都府立桃山高等学校〈新〉へ）[4]
- 京都府立桃山女子高等学校（同上）[4]
- 京都府立柏原高等学校〈夜間〉（同上）[4]
- 京都市立堀川高等学校〈旧〉（1948年10月30日統合により京都市立堀川高等学校〈新〉へ）[1]
- 京都市立城陽高等学校〈夜間〉（同上）[1]
- 京都市立専修高等学校〈夜間〉（同上）[1]
- 京都市立中京高等学校（同上）[1]
- 京都市立二条高等学校（同上）[1]
- 京都市立西京商業高等学校（1948年10月30日統合により京都市立西京高等学校へ）[1]
- 京都市立御池商業高等学校〈夜間〉（同上）[1]
- 京都市立西陣商業高等学校（同上）[1]
- 京都市立四条商業高等学校（同上）[1]
- 京都市立洛陽工業高等学校〈初代〉（1948年10月30日統合により洛陽高となり[1]、1963年洛陽工業高〈2代目〉へ改称[5]）
- 京都市立九条工業高等学校〈夜間〉（同上）[1]
- 京都市立藤森高等学校（同上）[1]
- 京都市立伏見工業高等学校〈初代〉（1948年10月30日統合により伏見高〈2代目〉となり[1]、1963年京都市立伏見工業高等学校〈2代目〉へ改称[6]）
- 京都市立深草工業高等学校〈夜間〉（同上）[1]
- 京都市立伏見高等学校〈初代〉（同上）[1]
- 京都市立伏見商業高等学校（同上）[1]
- 京都府立洛南高等学校（1948年10月30日伏見高〈2代目〉[1]および朱雀高鳥羽分校開校[2]に伴い廃校）
- 京都市立洛陽工業高等学校〈2代目〉（2016年開校の京都市立京都工学院高等学校へ統合となり、2018年閉校）[5]
- 京都市立伏見工業高等学校〈2代目〉（2021年京都市立京都奏和高等学校開校に伴い、2024年閉校）[7]

### 宮津市
- 京都府立宮津高等学校〈旧〉（1948年宮津実業高と統合し京都府立宮津高等学校〈新〉へ）[8]
- 京都府立宮津実業高等学校（1948年宮津高〈旧〉と統合し宮津高〈新〉へ）[8]
- 京都府立宮津高等学校〈新〉（2020年加悦谷高と統合し京都府立宮津天橋高等学校宮津学舎となり、2022年閉校）[9]

### 舞鶴市
- 京都府立東舞鶴高等学校〈旧〉（1948年統合により京都府立東舞鶴高等学校〈新〉へ）[10]
- 京都府立東舞鶴女子高等学校（同上）[10]
- 舞鶴市立中舞鶴女子高等学校（同上）[10]
- 京都府立西舞鶴高等学校〈旧〉（1948年10月20日西舞鶴女子高と統合し京都府立西舞鶴高等学校〈新〉へ）[11]
- 京都府立西舞鶴女子高等学校（1948年10月20日西舞鶴高〈旧〉と統合し西舞鶴高〈新〉へ）[11]
- 京都府立東舞鶴高等学校定時制行永分校（1954年10月統合により浮島分校へ）[10]
- 京都府立東舞鶴高等学校定時制平分校（同上）[10]
- 京都府立東舞鶴高等学校定時制中舞鶴分校（同上）[10]

### 綾部市
- 京都府立綾部高等学校〈旧〉（1948年10月31日統合により京都府立綾部高等学校〈新〉へ）[12]
- 京都府立城丹農業高等学校（同上）[12]
- 京都府立綾部工業高等学校（同上）[12]
- 綾部市立東八田農業高等学校（1955年綾部高へ統合）[12]
- 京都府立綾部高等学校上林分校（1970年）[12]

### 八幡市
- 京都府立八幡高等学校（2007年南八幡高と統合し京都府立京都八幡高等学校北キャンパスへ）[13]
- 京都府立南八幡高等学校（2007年八幡高と統合し京都八幡高南キャンパスへ）[13]

### 宇治市
- 京都府立城南高等学校（2007年西宇治高と統合し京都府立城南菱創高等学校へ）[14]
- 京都府立西宇治高等学校（2007年城南高と統合し城南菱創高へ）[14]

### 京丹後市
- 京都府立網野高等学校（2020年久美浜高と統合し京都府立丹後緑風高等学校網野学舎となり、2022年閉校）[15]
- 京都府立網野高等学校間人分校（2020年宮津高校伊根分校と峰山高校弥栄分校と統合し京都府立清新高等学校となり、2023年閉校）[16]
- 京都府立久美浜高等学校（2020年網野高と統合し京都府立丹後緑風高等学校久美浜学舎となり、2022年閉校）[15]
- 京都府立峰山高等学校弥栄分校（2020年宮津高校伊根分校と網野高校間人分校と統合し清新高となり、2022年閉校）[15]

### 与謝郡
- 京都府立加悦谷高等学校（2020年宮津高と統合し京都府立宮津天橋高等学校加悦谷学舎となり、2022年閉校）[17]
- 京都府立宮津高等学校伊根分校（2020年網野高校間人分校と峰山高校弥栄分校と統合し京都府立清新高等学校となり、2023年閉校）[16][18]

## 私立高等学校

### 京都市
- 京都高等学校（1950年）
- 聖峰高等学校（1950年）
- 京都烏丸高等学校（1951年）
- 立命館夜間高等学校（夜間定時制）（1952年）[19][注釈 2]
- 淑女高等学校（1952年開校の京都市立紫野高等学校へ移管となり[21]、1953年閉校[22]）
- 東寺夜間高等学校（夜間定時制）（1960年）
- 明徳夜間高等学校（夜間定時制）（1954年明徳商業高等学校〈1997年京都明徳高等学校へ改称〉定時制／商業科・宗教科となり、1973年廃止）[23]
- 同志社商業高等学校（夜間定時制）（1976年）[24]
- 吉水学園高等学校（佛教大学の姉妹校・尼僧養成を目的としていた）（1995年）[25]

### 福知山市
- 福知山女子高等学校（2011年福知山成美高等学校へ統合）[26]